# Bastusel kraftverk
Bastusel kraftverk är beläget i Skellefteälven, Malå kommun och ligger mitt emot byn Bastusel. 1968 ingicks ett avtal mellan Statens Vattenfallsverk (Vattenfall) och Skellefteå Stads Kraftverk om utnyttjandet av fallhöjden i Skellefteälven uppströms om Grytfors kraftstation. Byggarbetet påbörjades 1969 och var färdigt samt togs i drift 1972.

### Webbkällor
”Bastusel”. Vattenfall AB. Arkiverad från originalet den 27 september 2014. https://web.archive.org/web/20140927051115/http://produktion.vattenfall.se/powerplant/bastusel. Läst 5 mars 2012.